# Phlebopenes purpurea
Phlebopenes purpurea är en stekelart som först beskrevs av Walker 1862.  Phlebopenes purpurea ingår i släktet Phlebopenes och familjen hoppglanssteklar. Inga underarter finns listade i Catalogue of Life.